# U.S. National Championships 1967
| ◄ U.S. National Championships 1967 ►                                                                                                   | ◄ U.S. National Championships 1967 ► |
| --- | ------------------------------------ |
| Datum: | 30. August–10. September 1967        |
| Auflage: | 87. U.S. National Championships      |
| Ort: | Forest Hills, New York               |
| Belag: | Rasen                                |
| Titelverteidiger |                                      |
| Herreneinzel: | Fred Stolle                          |
| Dameneinzel: | Maria Bueno                          |
| Herrendoppel: | Roy Emerson Fred Stolle              |
| Damendoppel: | Maria Bueno Nancy Richey             |
| Mixed: | Donna Floyd Fales Owen Davidson      |
| Sieger |                                      |
| Herreneinzel: | John Newcombe                        |
| Dameneinzel: | Billie Jean King                     |
| Herrendoppel: | John Newcombe Tony Roche             |
| Damendoppel: | Rosie Casals Billie Jean King        |
| Mixed: | Billie Jean King Owen Davidson       |
| Grand Slams 1967 |                                      |
| - Australian Championships - Internationale französische Tennismeisterschaften - Wimbledon Championships - U.S. National Championships |                                      |

Die 87. U.S. National Championships fanden vom 30. August bis zum 17. September 1967 im West Side Tennis Club in Forest Hills in New York, USA statt.
Titelverteidiger im Einzel waren Fred Stolle bei den Herren sowie Maria Bueno bei den Damen. Im Doppel waren Roy Emerson und Fred Stolle bei den Herren, Maria Bueno und Nancy Richey bei den Damen sowie Donna Floyd Fales und Owen Davidson im Mixed die Titelverteidiger.

## Herreneinzel
Setzliste
| Nr. | Spieler       | Erreichte Runde |
| --- | ------------- | --------------- |
| 01. | John Newcombe | Sieg            |
| 02. | Roy Emerson   | Viertelfinale   |
| 03. |               | Rückzug         |
| 04. | Nikola Pilić  | 3. Runde        |

| Nr. | Spieler          | Erreichte Runde |
| --- | ---------------- | --------------- |
| 05. | Cliff Drysdale   | 2. Runde        |
| 06. | Roger Taylor     | 2. Runde        |
| 07. | Clark Graebner   | Finale          |
| 08. | Charlie Pasarell | 3. Runde        |